# Ada (Minnesota)
Ada – miasto w Stanach Zjednoczonych, w stanie Minnesota, siedziba administracyjna hrabstwa Norman.